# Beatrice Kamuchanga Alice
Beatrice Kamuchanga Alice (* 20. November 1997) ist eine ehemalige kongolesische Leichtathletin, die im Langstreckenlauf an den Start ging.

## Sportliche Laufbahn
Beatrice Kamuchanga Alice nahm nur an einer internationalen Meisterschaft, nämlich den Olympischen Sommerspielen in Rio de Janeiro, teil und schied dort mit 19:29,47 min in der Vorrunde im 5000-Meter-Lauf aus.